# Grgur Prosvjetitelj
Sveti Grgur Prosvjetitelj ili Grgur Lusavorič, (od latinski lux=svjetlo, armenski: Գրիգոր Լուսաւորիչ, Grigor Lusavorič, grč: Γρηγόριος Φωστήρ ili Φωτιστής, (od starogrčki φῶς = svjetlo), Gregorios Foster ili Fotistes; oko 257. - oko 331.), prvi katolikos (poglavar) Armenske apostolske Crkve koji je pokrstio Armence, a ujedno je i svetac zaštitnik današnje Armenije. 
Grgur Prosvjetitelj zaslužan je za pokrštavanje Armenaca, te je njegovom zaslugom Armenija postala prva zemlja koja je prihvatila kršćanstvo kao službenu vjeru pod kraljem Trdatom III., miljenikom rimskog cara Dioklecijana.:str. 182.

## Životopis
O životu Grgura Prosvjetitelja jako se malo zna. O njemu ne postoje autentične vijesti suvremenika, već tek od kasnijih pisaca koji su u legendarno-poetičnom stilu opisivali povijest obraćenja Armenije. Među prvim piscima koji su pisali o Grguru bio je Agatangel u svom dijelu Povijest obraćenja Armenije iz 5. stoljeća.:str. 182. Iako se Agatangelovo izvješće ne mora smatrati u svakoj točki povijesni, ipak je jezgro djela povijesno. Njemački povjesničar Simon Weber pokušao je kritički razlučiti povijest od legende. Armenski povjesničar Faust je koncem 4. stoljeća pisao o više biskupa, svećenika i redovnika koji su dobrim dijelom sizali do Grgura Prosvjetitelja, stoga su sigurni svjedoci predaje koju je zabilježio i Agatangel.:str. 184.

### Izgnanstvo i progon
Prema Agatangelu, Grgur je bio sin Anaksa, ubojice Kosrova II., armenskog kralja na nagovor perzijskog cara. Nakon što je ubio Kosrova, armenski velikaši ubili su Anaksa. Ista sudbina zatekla je čitavu njegovu obitelj, a spasio se samo Grgur koji je kao dijete s dadiljom pobjegao u Kapadociju čiji je glavni grad Cezareja već bio kršćanski. U Cezariji se Grgur odgajao u kršćanstvu. Kako bi se iskupio za zločin svog oca, Grgur je otišao u službu kralja Tridata, Horzojevog sina. Nakon što je Tridat porazio Perzijance, Grgur je obznanio da je kršćanin, odbivši položiti vijence pred pogansku boginju Anahidu. Zbog toga ga je Tridat odlučio kazniti. Uskoro je Tridat od časnika Artavazda saznao da je Grgurov otac ubio njegovog oca. Zbog toga je Tridat odlučio prekinuti Grgurovo mučenje i baca ga u tamnicu punu zmija i škorpiona, s ciljem da u tamnici umre od gladi. Nakon što je Grgur zatvoren u tamnicu u Artašatu, Tridat je izdao ukaz kojim je naredio da se pobiju svi kršćani koji se nalaze u zemlji.:str. 182., 183.
Nakon što je proveo 13 godina u tamnici, za Grgura se na dvoru već i zaboravilo. Prema legendi, kralj Tridat je dao pogubiti rimsku kneginju Rispinu koja je pred Dioklecijanovom ponudom pobjegla s djevicama preko Palestine u Armeniju. Tridat je trebao pronaći Rispinu i predati je Dioklecijanu, no zaljubio se u nju. Međutim, kako se Rhispina zavjetovala na djevičanstvo, Tridat ju je, zajedno s ostalom njezinom pratnjom, dao pogubiti. Nakon toga Tridat je zapao u tešku melankoliju, a potom i ludilo.:str. 183.

### Pokrštavanje Armenije
Čosrovidučt, Tridatova sestra, usnula je kako bi Grgur mogao izliječiti kralja, te ga potraži u tamnici u Artašatu. Nakon što su ga oslobodili, doveli su ga pred kralja u Vagaršapat. Grgur je molitvom i postom uspio izliječiti kralja, a nakon toga je 60 dana podučavao kralja i pučanstvo glavnog grada kršćanskoj vjeri. Nakon što je ozdravio, Tridat je primio kršćanstvo, a zajedno s njim i čitavo pučanstvo. Pogansko bogoslužje bilo je odstranjeno, a narodni poganski hramovi razoreni. Kako Grgur nije bio svećenik, osobno nije krstio niti gradio crkve, već je ispred već postojećih hramova postavljao znakove križa.:str. 183.
Kako bi se sprovela pravna organizacija kršćanstva u Armeniji, kralj Tridat je poslao Grgura sa svitom u Kapadociju u Cezariju pred biskupa Leoncija, s ciljem da zaredi Grgura za biskupa. To se dogodilo oko 294. Tim činom je Armenija došla pod jurisdikciju kapadocijskog biskupa i ostala u takvom stanju sve dok nije postala samostalna. Pri odlasku iz Cezarije, Grgur je dobio moći sv. Ivana Krstitelja i sv. Atenogena za podizanje novih crkvi u Armeniji. Pri povratku zadržao se u Sebasti (današnji İzmir) gdje je okupio veći broj redovnika koji će u Armeniji preuzeti svećeničke i biskupske službe. Tako su u Armeniju stigli grčki i sirski svećenici koji su došli pokrstiti narod. Prvo pokrštavanje počelo je u pokrajini Taron, a kasnije se proširilo širom zemlje. Kroz cijelu su se zemlju rušili poganski, a gradili kršćanski hramovi. Otpor poganskih svećenika silom je skršen. Sam kralj Tridat i plemstvo pokrstili su se u Bagavanu na rijeci Eufrat, a uskoro je, po Agatangelovom pisanju, na kršćanstvo prešlo do 4 milijuna Armenaca.:str. 183.
Armenija je tim potezom postala prva zemlja koja je prihvatila kršćanstvo, 15 godina prije rimskog cara Konstantina Velikog. Protiv armenskog kršćanstva postojali su i vanjski i unutarnji neprijatelji. Iznutra su se bunili poganski svećenici, a s vana rimski car Maksencije (306. – 312.), o čemu je pisao Euzebije Cezarejski, no mlado kršćanstvo u Armeniji je svladalo neprijatelje, i iznutra i s vana.:str. 184.

### Katolikos
Grgur Prosvjetitelj dobro je uredio hijerarhiju u Armenskoj Crkvi. Na čelu Crkve bio je katolikos, a njemu su bili podložni biskupi, korepiskopi i svećenici. Agatangel piše da je Grgur zaredio više od 400 biskupa. Radi se o nekritičkoj procjeni, jer u to vrijeme Armenija nije imala više od 200 okružja. Agatangel sam navodi imena 12 biskupa koje je obrazovao Grgur, a koji su ranije bili poganski svećenici. Među njima su: Albianos, biskup krajeva na Eufratu, Eutalios, biskup na ravnicama Baseana, Bassos, Moses, Eusebios, Johannes, Agapet, Artites, Arsukes, Antiokes, Tirikes i Kiuriakos. To potvrđuju i armenski povjesničari Faust Bizantski, Egiše i Lazar iz Farpa. Posljednja dvojica biskupa se ne nalaze u Agatangelovom rukopisu, ni na armenskom, ni na grčkom jeziku, već u jednom pariškom rukopisu te u djelu Krštenje Armenaca, Iberaca, Abhaza i Alana po sv. Grguru koje je iz grčkog originala prevedeno na arapski.:str. 184., 185.
Čast i vlast katolikosa ostala je u nasljedstvu obitelji Grgura Prosvjetitelja, sve dok njegova muška loza nije izumrla u prvoj polovici 5. stoljeća. Prije zaređenja, Grgur je imao dva sina. Njegov stariji sin Vrtanes živio je svjetovnim životom, a poslije se zaredio, dok je njegov mlađi sin Aristakes odmah uzeo svećeničku službu, a kasnije je postao eremit, a potom biskup i katolikos, odnosno prvi nasljednik Grgura. Aristakesa je naslijedio njegov brat Vrtanes. Sjedište katolikosa u početku je bio grad Artašat u okrugu Taron u južnoj Armeniji, a tek kasnije, koncem 4. stoljeća, sjedište je postao Vagaršapat.:str. 185.
Odnosi između Armenske Crkve i kralja su u početku bili srdačni. Kralj Tridat Crkvi nije dao samo slobodu, već i velika prava - državnu zaštitu te pravnu i materijalnu sigurnost. Biskupi su dobili velika imanja, a najviše katolikos. Ta imanja bila su ranije u vlasništvu poganskih svećenika i svladanih buntovnih svjetovnih velmoža. Zauzvrat je Crkva preuzela brigu za uboge i siromašne.:str. 185., 186.
Armenska Crkva u to vrijeme nije bila autokefalna u današnjem smislu riječi, već je svoju crkvenu organizaciju dovodila u zakonito jedinstvo s općom Katoličkom Crkvom. Sam Grgur se nije smatrao neovisnim poglavarom Crkve, već je priznavao viši crkveni autoritet koji je vezao svekoliko kršćanstvo.:str. 186. Kao potvrda tome služi i posjet Grgura i kralja Tridata papi Silvestru I. u Rim.:str. 187. Grgur je također poslao svog brata Aristakesa i biskupa Akritesa na Nicejski 325., a kasnije su Armenci poslali u Konstantinopol Levindesa i Koriuna koji su donijeli autentične spise Nicejskog i Efeškog sabora. Ti sabori pretpostavljaju poslušnost cijele crkve papi i ugledu ekumenskih sabora.:str. 186.
Grgur nije imao namjeru osnivati autokefalnu crkvu. Tome u prilog govori i činjenica da je prihvatio crkvenu ovisnost od Cezareje kada se zaredio za biskupa pred tamošnjim egzarhom Leoncijem. Također, Grgur je potvrdu za pokrštavanje Velike Armenije dobio od sinode biskupa kojoj je predsjedao Leoncije. Nadalje, armenski su biskupi na Nicejski sabor došli kao cezarejski sufragani.:str. 186., 187. Grgur je kao crkveni obred uzeo onaj gdje se zaredio - bizantski. Međutim, armenski obredi nisu bili čisto bizantski zbog utjecaja sirskih običaja. Na Armensku Crkvu uvelike je utjecala Sirska pravoslavna Crkva u Edessi, a jugoistočni krajevi Armeniji bili su napučeni sirskim stanovništvom te je i sam Grgur uza sebe imao i sirske svećenike kao pomoćnike. Grgur je uz bizantske, njegovao i sirske običaje.:str. 187.
Grgur nije htio odsjedati u kraljevskom gradu kako bi s više neovisnosti mogao vršiti svoju službu. Za dvorskog biskupa postavio je Albianosa. Iz Artašata je Grgur posjećivao sve krajeve u Armeniji te po njima propovjedao i pisao duhovne knjige.:str. 185. Nakon što je uredio Armensku Crkvu, Grgur se obratio i susjednim narodima, u prvom redu u Kavkaskoj Iberiji i Gruziji, a potom i Kavkaskoj Albaniji.:str. 188. Pred kraj života povukao se u samoću kod izvora rijeke Eufrat.:str. 185.

## Štovanje
Desna ruka Grgura Prosvjetitelja je glavni relikvij Armenske apostolske Crkve, a čuva se u Ečmiadzinu (Vagaršapat). Njegova desnica predstavlja duhovnu i crkvenu vrhovnu vlast katolikosa svih Armenaca, odnosno poglavara Armenske apostolske Crkve. Tijekom uljovarenja koje se vrši jednom u sedam godina, katolikos blagoslivlja sveto ulje kopljem kojim je proboden Isus Krist i desnicom Grgura Prosvjetitelja. Dio relikvija Grgura Prosvjetitelja koji se 500 godina čuvao u crkvi sv. Grgura Prosvjetitelja u Napulju premješten je 11. studenog 2000. u katedralu sv. Grgura Prosvjetitelja u Erevanu, glavni grad Armenije.
Armenska apostolska Crkva slavi blagdan sv. Grgura Prosvjetitelja četiri puta u godini. Katolička Crkva kanonizirala je Grgura Prosvjetitelja uz sudjelovanje pape Grgura XVI. 1837., a slavi se svakog 1. listopada. Na zidinama bazilike sv. Petra u Vatikanu stoji i njegov kip.